# انتخاب البابا 2005
اقيمت هذه الانتخابات داخل كنيسة سيستينا و قام الكاردينالات بانتخاب البابا بندكت السادس عشر سنة 2005 بعد وفاة البابا السابق يوحنا بولس الثاني. اجتمعت الخلوة الانتخابية للمرة الأولى مساء 17 أبريل 2005، بعد يومين فقط وهو ما يعتبر في المعايير الفاتيكانية خلوة قصيرة، في 19 أبريل 2005، الساعة السابعة مساءً انتخب الكاردينال راتزنجر خلفًا للبابا يوحنا بولس الثاني بعد أربع جولات من الاقتراع، وقد انتخب البابا بأغلبية ثلثي الأعضاء. وصرح أنه كان يود حتى تلك الساعة التقاعد: "في لحظة معينة، صليت إلى الله من فضلك لا تفعل هذا لي... من الواضح، أنه في هذه المرة لم يستمع لي. ومن قبيل الصدفة، أن 19 أبريل في تقويم الكنيسة الكاثوليكية هو عيد القديس ليون التاسع، والذي يعتبر أهم بابا ألماني في العصور الوسطى، والذي قام بعدد كبير من الإصلاحات خلال بابويته.